# Prezentáció-absztrakció-vezérlő

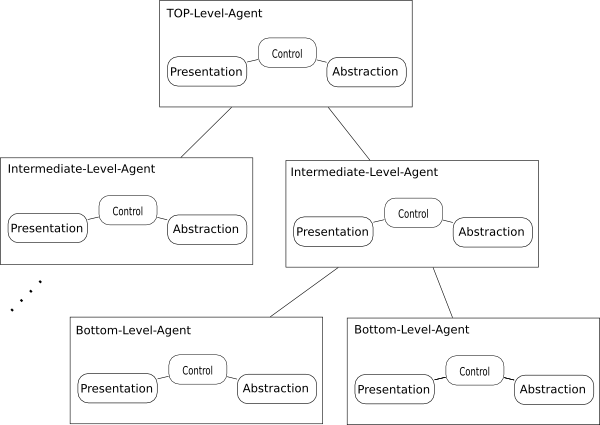
A minta szerkezete

A prezentáció-absztrakció-vezérlő egy programtervezési minta. Interakcióorientált architektúra, és hasonlít a modell-nézet-vezérlő (angol rövidítéssel MVC) mintára abban, hogy az interaktív rendszert három komponensre bontja, amelyek a program különböző aspektusaiért felelősek. Az absztrakció találja meg és dolgozza fel az adatokat, a prezentáció formálja meg őket, és a vezérlő közvetít a kettő között.
A modell-nézet-vezérlővel szemben a prezentáció-absztrakció-vezérlő mintát ágensek hierarchikus szerkezetéhez használják, ahol maguk az ágensek is prezentáció-absztrakció-vezérlő minta szerint épülnek fel. Az ágensek csak vezérlőjükön keresztül kommunikálnak más hármasokkal. A modell-nézet-vezérlőtől abban is különbözik, hogy teljesen elszigeteli egymástól a prezentációt és az absztrakciót, ami lehetővé teszi, hogy a kettővel külön szál foglalkozzon. Így megjelenhet a felhasználói felület (prezentáció), mielőtt az absztrakció inicializációja befejeződne. Ez azt sugallja a felhasználónak, hogy a program gyorsan elindult.

## Fordítás
Ez a szócikk részben vagy egészben  a   Presentation–abstraction–control című angol Wikipédia-szócikk fordításán alapul.  Az eredeti cikk szerkesztőit annak laptörténete sorolja fel. Ez a jelzés csupán a megfogalmazás eredetét és a szerzői jogokat jelzi, nem szolgál a cikkben szereplő információk forrásmegjelöléseként.